# 18 Wheels of Steel
18 Wheels of Steel (abreviado como 18 WoS) é uma série de jogos eletrônicos de simulação de caminhões desenvolvido pela SCS Software. A série conta com 8 jogos, todos desenvolvidos na engine proprietária, Prism3D.

## Hard Truck: 18 Wheels of Steel (2002)
Primeiro simulador de caminhões feito pela SCS Software, lançado em Julho de 2002. Desenvolvido em cooperação com a Sunstorm Interactive. Viaje por várias localidades dos Estados Unidos, dirigindo variados tipos de carretas, fazendo entregas de cargas ao longo de 3 áreas pré-definidas: West Coast, Midwest e Rockies.

## 18 Wheels of Steel: Across America (2003)
Produzido pela SCS Software e lançado em 2003. Único simulador que não é jogo bem similar a Hard Truck: 18 Wheels of Steel tem seus gráficos muito melhorados, mais cargas e carros foram adicionados, e um novo mapa foi criado para os usuários viajarem por todo o continente norte-americano, mais de 20 cidades.
Esse simulador é focado na entrega de cargas. Diferentemente de Hard Truck: 18 Wheels of Steel, o tempo de entrega foi removido.

## 18 Wheels of Steel: Pedal to the Metal (2004)
Produzido pela SCS Software e lançado em 30 de agosto de 2004. Além de poder viajar pelas principais cidades dos EUA, agora ele conta também com o norte do México e o sudoeste do Canadá.

## 18 Wheels of Steel: Convoy (2005)
Produzido pela SCS Software e lançado em 1 de setembro de 2005. Você pode viajar por todo os EUA, além do sudoeste do Canadá, como o 18 Wheels of Steel: Pedal to the Metal. Você viaja por 41 cidades.

## 18 Wheels of Steel: Haulin' (2006)
Produzido pela SCS Software e lançado em 8 de dezembro de 2006. Foram adicionadas mais cidades e os gráficos se tornaram mais realistas. O México fica fora desta versão como o Convoy. O tempo de entrega foi removido.

## 18 Wheels of Steel: American Long Haul (2007)
Produzido pela SCS Software e lançado em 3 de dezembro de 2007, American Long Haul apareceu com maior novidade, além dos 48 Estados americanos e algumas cidades canadenses, agora o game contará também com cidades do México.
Além disso, o game traz mais de 45 tipos de carga e 37 veículos, dentre caminhões e trailers. O tempo de entrega também foi removido.

## 18 Wheels of Steel: Extreme Trucker (2009)
É a penúltima versão do jogo, lançada um pouco depois da data prevista, em 18 de Outubro de 2009. O jogo está mais realista agora, com a possibilidade de puxar até 5 trailers de uma só vez e uma variedade muito maior de veículos não tendo mais apenas caminhões. Tendo 3 tipos de terreno (gelo, deserto e floresta), situados no Canadá, Austrália e América do Sul (terreno montanhoso e tropical).

## 18 Wheels of Steel Extreme Trucker 2 (2011)
É a mais nova versão do jogo, lançada em 6 de janeiro de 2011. Nessa versão o jogo conta com mais de 35 plataformas e 70 tipos de cargas diferentes e você também pode dirigir por vários continentes como a America do Norte, America do Sul, Ásia e Austrália 